# Jimmy Bermúdez
Jimmy Bermúdez Valencia (Puerto Tejada, 16 dicembre 1987) è un ex calciatore colombiano naturalizzato equatoguineano, di ruolo difensore.

## Carriera

### Club
Inizia la sua carriera nell'Alianza Petrolera, squadra militante nella Categoría Primera B, il secondo livello del campionato colombiano di calcio. Nel 2006 passa all'Atlético Bucaramanga dove resta una sola stagione prima di approdare all'Atlético Nacional. Disputa tre stagioni con i biancoverdi di Medellín senza mai riuscire ad ottenere un posto da titolare, poi nel 2010 si trasferisce all'Envigado ma dopo un solo anno cambia nuovamente maglia per vestire quella dell'Atlético Huila. Nel 2012 lascia la Colombia per firmare un contratto con la LDU Loja, squadra militante nella Serie A ecuadoriana.

### Nazionale
Nel 2007 è stato convocato nella nazionale Under-20 colombiana con la quale ha preso parte al campionato sudamericano di calcio Under-20 2007.
Nel maggio 2013 il giocatore è stato naturalizzato dalla Guinea Equatoriale in funzione della convocazione nella nazionale maggiore. Bermúdez ha esordito il giorno 8 giugno 2013 nell'incontro disputato contro Capo Verde valevole per le qualificazioni al campionato mondiale di calcio 2014. Il giocatore ha ricevuto un compenso pari a 3.000 euro per ciascun incontro disputato con la maglia della nazionale.
Il 16 novembre 2013 mette a segno la sua prima rete nella partita amichevole disputata a Malabo contro la Spagna; grazie al gol realizzato Bermúdez si è aggiudicato il premio di 50.000 euro che il governo equatoguineano aveva messo in palio prima dell'incontro per chi fosse riuscito a segnare contro la squadra campione del mondo in carica.

## Statistiche

### Cronologia presenze e reti in nazionale
| Cronologia completa delle presenze e delle reti in nazionale ― Guinea Equatoriale | Cronologia completa delle presenze e delle reti in nazionale ― Guinea Equatoriale | Cronologia completa delle presenze e delle reti in nazionale ― Guinea Equatoriale | Cronologia completa delle presenze e delle reti in nazionale ― Guinea Equatoriale | Cronologia completa delle presenze e delle reti in nazionale ― Guinea Equatoriale | Cronologia completa delle presenze e delle reti in nazionale ― Guinea Equatoriale | Cronologia completa delle presenze e delle reti in nazionale ― Guinea Equatoriale | Cronologia completa delle presenze e delle reti in nazionale ― Guinea Equatoriale |
| Data                                                                              | Città                                                                             | In casa                                                                           | Risultato                                                                         | Ospiti                                                                            | Competizione                                                                      | Reti                                                                              | Note                                                                              |
| --------------------------------------------------------------------------------- | --------------------------------------------------------------------------------- | --------------------------------------------------------------------------------- | --------------------------------------------------------------------------------- | --------------------------------------------------------------------------------- | --------------------------------------------------------------------------------- | --------------------------------------------------------------------------------- | --------------------------------------------------------------------------------- |
| 8-6-2013                                                                          | Praia                                                                             | Capo Verde                                                                        | 3 – 0                                                                             | Guinea Equatoriale                                                                | Qual. Mondiali 2014                                                               | -                                                                                 | a tavolino                                                                        |
| 16-6-2013                                                                         | Malabo                                                                            | Guinea Equatoriale                                                                | 1 – 1                                                                             | Tunisia                                                                           | Qual. Mondiali 2014                                                               | -                                                                                 |                                                                                   |
| 7-9-2013                                                                          | Freetown                                                                          | Sierra Leone                                                                      | 3 – 2                                                                             | Guinea Equatoriale                                                                | Qual. Mondiali 2014                                                               | -                                                                                 |                                                                                   |
| 16-11-2013                                                                        | Malabo                                                                            | Guinea Equatoriale                                                                | 1 – 2                                                                             | Spagna                                                                            | Amichevole                                                                        | 1                                                                                 |                                                                                   |
| 17-5-2014                                                                         | Nouakchott                                                                        | Mauritania                                                                        | 1 – 0                                                                             | Guinea Equatoriale                                                                | Qual. Coppa d'Africa 2015                                                         | -                                                                                 |                                                                                   |
| 1-6-2014                                                                          | Malabo                                                                            | Guinea Equatoriale                                                                | 3 – 0                                                                             | Mauritania                                                                        | Qual. Coppa d'Africa 2015                                                         | -                                                                                 |                                                                                   |
| Totale                                                                            |                                                                                   | Presenze                                                                          | 6                                                                                 |                                                                                   | Reti                                                                              | 1                                                                                 |                                                                                   |